# Hoàng Quý Phước
Hoàng Quý Phước (Đà Nẵng, 24 maart 1993) is een Vietnamese zwemmer.

## Carrière
In de zomer van 2010 nam Hoàng deel aan de Olympische Jeugdzomerspelen 2010 in Singapore, op dit toernooi strandde hij in de halve finales van de 100 meter vlinderslag en in de series van de 100 meter vrije slag. Bij zijn internationale seniorendebuut, op de Aziatische Spelen 2010 in Guangzhou, werd de Vietnamees uitgeschakeld in de series van zowel de 100 meter vrije slag als de 100 meter vlinderslag.
Bij de Open Maleisische kampioenschappen zwemmen in 2011 kwam hij uit op de 100 meter vlinderslag. Met een tijd van 53,56 kwalificeerde hij zich hiermee voor het zwemonderdeel op de Olympische Zomerspelen 2012.te Londen, Verenigd Koninkrijk. Hij was hiermee de eerste Vietnamese atleet die zich wist te kwalificeren voor de Olympische Spelen in 2012. Hoàng doet echter niet mee aan deze Spelen. Op de wereldkampioenschappen zwemmen 2011 in Shanghai strandde Hoàng op alle onderdelen waar hij van start ging in de series.

## Internationale toernooien
| Jaar | Olympische Spelen   | WK langebaan                                                                    | WK kortebaan                                                                                        | Aziatische Spelen                                                                                      |
| ---- | ------------------- | ------------------------------------------------------------------------------- | --------------------------------------------------------------------------------------------------- | --- |
| 2010 |                     |                                                                                 | geen deelname                                                                                       | 25e 100m vrije slag 18e 100m vlinderslag                                                               |
| 2011 |                     | 55e 100m vrije slag 39e 100m vlinderslag 38e 200m vlinderslag                   | | |
| 2012 | geen deelname       |                                                                                 | 48e 50m vrije slag 46e 100m vrije slag 41e 200m vrije slag 43e 50m vlinderslag 43e 100m vlinderslag | |
| 2013 |                     | geen deelname                                                                   | | |
| 2014 |                     |                                                                                 | geen deelname                                                                                       | 32e 50m vrije slag 6e 100m vrije slag 7e 200m vrije slag 9e 400m vrije slag 9e 100m vlinderslag        |
| 2015 |                     | 59e 100m vrije slag 63e 200m vrije slag                                         | | |
| 2016 | 41e 200m vrije slag |                                                                                 | geen deelname                                                                                       | |
| 2017 |                     | 67e 50m vrije slag 37e 100m vrije slag 40e 200m vrije slag 52e 100m vlinderslag | | |
| 2018 |                     |                                                                                 | geen deelname                                                                                       | 15e 100m vrije slag 8e 200m vrije slag 6e 4x200m vrije slag 24e 100m vlinderslag 11e 4x100m wisselslag |

## Persoonlijke records
Bijgewerkt tot en met 27 juli 2011

### Langebaan
| Afstand          | Tijd    | Datum        | Plaats       |
| ---------------- | ------- | ------------ | ------------ |
| 100m vrije slag  | 51,82   | 12 mei 2011  | Kuala Lumpur |
| 100m vlinderslag | 53,56   | 15 mei 2011  | Kuala Lumpur |
| 200m vlinderslag | 2.05,42 | 26 juli 2011 | Shanghai     |

## Trivia
- Bij een Vietnamese naam staat in Vietnam de familienaam voorop. Hoàng is hier dus de familienaam.